# Essoluzione
Essoluzione o smescolamento in mineralogia indica il processo per cui una soluzione solida inizialmente omogenea si separa in due (o eventualmente più) fasi distinte senza aggiunta o rimozione di materiale verso e dal sistema.
Questo significa che non si ha nessun cambiamento nella composizione globale del sistema.
Il processo è analogo al fenomeno ben conosciuto che si verifica quando si mescola aceto con olio. Per mescolamento energico si ottiene una sospensione omogenea ma torbida, costituita da una sospensione molto fine di goccioline dei due componenti (aceto e olio).
Lasciando riposare questa mistura si avrà la separazione dei componenti iniziali (smescolamento) con produzione di due liquidi limpidi, di nuovo separati.
L'essoluzione, generalmente ma non necessariamente, avviene per raffreddamento. Alcune tessiture di essoluzione a grande scala si possono osservare al microscopio usando un elevato ingrandimento, quando la scala dell'essoluzione è di circa 1 micrometro.
Le lamelle di essoluzione che si separano dal minerale ospite inizialmente omogeneo sono in genere orientate lungo una direzione cristallografica. Negli anfiboli, ad esempio, l'orientamento delle lamelle è frequentemente parallelo a {001} e {100}. Negli alcalifeldspati o feldspati alcalini le lamelle di essoluzione si possono spesso osservare a occhio nudo secondo una direzione approssimativamente parallela a {100}.
Tali concrescimenti a grana grossa nei feldspati alcalini sono costituiti da lamelle di feldspato sodico contenute in un ospite ricco in potassio e sono chiamate pertiti.
Se le lamelle di essoluzione sono osservabili solo al microscopio si parla di micropertiti; se infine sono necessarie determinazioni con i raggi X per risolvere lamelle estremamente sottili (submicroscopiche), abbiamo a che fare con criptopertiti.